# Piece (manga)
Pour les articles homonymes, voir Piece.
Piece (Piece～彼女の記憶～, Piece~Kanojo no kioku) est une série de shōjo manga écrite et dessinée par Hinako Ashihara. Elle a été prépubliée dans le magazine Betsucomi de l'éditeur Shōgakukan entre le 24 décembre 2008 et le 26 juin 2013. La version française est éditée en intégralité par Kana.
Piece est adapté en drama diffusé sur la chaîne télévisée NTV en octobre 2012.
Cette série est récompensée par le 58e prix Shōgakukan dans la catégorie shōjo en 2013 et élue meilleur shōjo de l'année par le Prix Mangawa 2013.

## Synopsis
L'enterrement d'Haruka, 19 ans, morte d'un cancer du sein, va réunir tous les anciens élèves de sa classe de ses années au lycée, mais cet enterrement ressemble plus à une rencontre d'anciens élèves, car tous ne se souviennent pas ou peu de la jeune fille. Cependant, la mère d'Haruka va interpeller Mizuho croyant qu'elle était son amie et lui demander de retrouver l'ex petit ami de sa fille. Mizuho se lance dans cette recherche mais c'est aussi pour elle un moyen de se redécouvrir elle-même et de mieux comprendre ses propres sentiments.

## Liste des volumes
| no | Japonais         | Japonais          | Français         | Français          |
| no | Date de sortie   | ISBN              | Date de sortie   | ISBN              |
| -- | ---------------- | ----------------- | ---------------- | ----------------- |
| 1  | 24 décembre 2008 | 978-4-09-132157-2 | 6 juillet 2012   | 978-2-5050-1481-2 |
| 2  | 26 juin 2009     | 978-4-09-132396-5 | 6 juillet 2012   | 978-2-5050-1482-9 |
| 3  | 24 décembre 2009 | 978-4-09-132775-8 | 7 septembre 2012 | 978-2-5050-1540-6 |
| 4  | 25 juin 2010     | 978-4-09-133266-0 | 7 décembre 2012  | 978-2-5050-1587-1 |
| 5  | 24 décembre 2010 | 978-4-09-133509-8 | 15 mars 2013     | 978-2-5050-1766-0 |
| 6  | 26 juillet 2011  | 978-4-09-133800-6 | 21 juin 2013     | 978-2-5050-1852-0 |
| 7  | 26 décembre 2011 | 978-4-09-134127-3 | 23 août 2013     | 978-2-5050-1853-7 |
| 8  | 26 juin 2012     | 978-4-09-134502-8 | 6 décembre 2013  | 978-2-5050-1854-4 |
| 9  | 26 décembre 2012 | 978-4-09-134787-9 | 7 mars 2014      | 978-2-5050-6020-8 |
| 10 | 26 juin 2013     | 978-4-09-135268-2 | 20 juin 2014     | 978-2-5050-6093-2 |